# Bisco Hatori
Bisco Hatori (葉鳥ビスコ, Hatori Bisuko, Saitama, 30 augustus 1975) is een Japans mangaka. Ze is vooral bekend voor haar reeks Ouran High School Host Club.

## Biografie
Hatori maakte haar debuut met A Moment of Romance in het magazine LaLa DX. Haar eerste reeks was Millennium Snow. Het schrijven ervan zette ze tijdelijk stop om haar komedie Ouran High School Host Club te maken. Deze reeks werd een grote hit. In zowel 2008 als 2009 stond deze titel in de top 50 van bestverkopende manga in Japan. Haar werk kent invloed van manga klassiekers zoals Saki Hiwatari's Please Save My Earth en Takehiko Inoue's Slam Dunk. In 2010 vervolledigde ze Ouran High School Host Club. In januari 2012 publiceerde Hatori een sciencefiction one-shot getiteld Detarame Mōsōryoku Opera in het magazine LaLa. Het tweede deel kwam uit in mei 2012. Millennium Snow werkte ze af in 2014.

## Oeuvre
- Isshunkan no Romance (一瞬間のロマンス, A Romance of One Moment)
- Millennium Snow (2001–2013, 4 volumes)
- Ouran High School Host Club (2002–2010, 18 volumes)
- Detarame Mōsōryoku Opera (2012, 1 volume)
- Petite Pêche (2013-2015, 1 volume)
- Behind the Scenes!! (ウラカタ!!, Urakata!!) (mei 2014-heden, 6 volumes)[6]

## Prijzen
Hatori won de debuutsprijs in de 26ste editie van de Hakusensha Nieuwkomersprijzen voor Millenium Snow. Haar medewinnaar was Kiyo Fujiwara met Boku wa Ne.